# Two Crude
Two Crude, appelé Crude Buster au Japon, est un jeu vidéo de type beat them all développé et commercialisé par Data East en 1990 sur borne d'arcade. Il a été adapté sur Mega Drive en 1991 sous le titre Two Crude Dudes. Il peut être considéré comme une suite ou une parodie d'un précédent beat them all de Data East sorti en 1988, Bad Dudes Vs. DragonNinja, dans la mesure où les deux jeux mettent en scène un tandem de bagarreurs de rue embauchés par le gouvernement des États-Unis pour une mission spéciale. Néanmoins les deux « dudes » du jeu de 1990 sont bien différents de ceux de 1988.
Two Crude se signale par quelques originalités : humour, possibilité d'utiliser un très grand nombre d'éléments de décor comme projectiles, et des ennemis monstrueux au design bizarre et kitsch, bien loin des traditionnels loubards, ninjas et soldats habituellement rencontrés dans les jeux du même genre.

## Scénario
Une armée de mutants sauvages a pris le contrôle des ruines de New York après la destruction de la ville par une explosion atomique. Le seul espoir du monde face à ces créatures féroces ? Deux mauvais garçons, Biff et Spike, que le président des États-Unis en personne envoie en mission d'extermination !
Ce prétexte de départ extrêmement simpliste et peu crédible (le gouvernement américain préférant faire appel à deux voyous plutôt qu'à une frappe militaire) fait partie des éléments parodiques et humoristiques qui font la particularité de ce jeu.

## Système de jeu
Comme dans tout beat them all, le joueur dirige un personnage qui combat de nombreux ennemis. Chacun des deux protagonistes dispose des deux mêmes coups : coup de poing et coup de pied, chacun se déclinant en 3 versions (debout, accroupi et pendant un saut).
Ce faible nombre de coup est compensé par la possibilité de saisir de nombreux éléments du décor (comme des voitures, des poubelles, des réverbères) pour les lancer sur les ennemis. Il est également possible d'attraper et lancer les adversaires eux-mêmes.
Le jeu se déroule sur six niveaux à progression horizontale. À chaque fin de chaque niveau, le ou les Dudes sont amenés à affronter un boss, généralement un mutant mi-homme, mi-animal. On trouve également les traditionnels mini-boss. Comme souvent dans les jeux de ce type, le dernier niveau est l'occasion d'affronter à nouveau la quasi-totalité des boss précédents.
Après chaque niveau, une étape bonus permet de restaurer la barre de vie du personnage, et/ou de marquer des points supplémentaires. Il s'agit de frapper un distributeur de boissons au cola pour en faire sortir des boîtes de boisson. Leur consommation permet de récupérer de l'énergie ; la destruction du distributeur permet d'augmenter sensiblement son score. Le temps étant limité lors de cette scène, il était généralement impossible de boire suffisamment de cola pour revenir au maximum de vie ET de détruire la machine. Ces séquences étaient vraisemblablement un clin d'œil au jeu Bad Dudes où le Coca-Cola était un Power up.

## Parodie
Le charme du jeu repose en grande partie sur son humour, principalement basé sur l'exagération des clichés propres aux beat them all.
Ainsi, le scénario est exagérément sommaire et idiot, les deux héros sont des brutes épaisses à la force surhumaine (ils peuvent soulever et lancer des tanks...), les décors traversés sont les sempiternels rues mal famées, couloirs de métro ou laboratoire secret qu'on retrouve dans la quasi-totalité des beat them all des années 1990. Néanmoins, si cette utilisation des lieux communs était à vocation humoristique, elle témoignait également d'un manque de créativité des développeurs.
D'autres types de gags étaient présents, comme certains ennemis particulièrement ridicules (un méchant Père Noël nain), la petite danse de victoire exécutée par les héros après avoir vaincu un boss, ou les onomatopées affichées à l'écran à chaque coup porté, comme on pouvait le voir dans la série télévisée Batman des années 1960.

## Accueil
- Famitsu : 24/40 (MD)[1]